# Szvámi Szatjánanda Szaraszvati
Szvámi Szatjánanda Szaraszvatí (1923. december 24. – 2009. december 5.) jógatanár és guru. A Szatjánanda-jóga avagy bihári jóga tradíciójának alapítója. 
Indiában, Almóra városában született 1923-ban. 1943-ban találkozott Szvámí Sivánandával Risikésben, aki Dasnámi szannjászának avatta őt. 1955-ben hagyta el guruja asramját, hogy vándorló szerzetesként éljen. 1963-ban megalapította az International Yoga Fellowship egyesületet, majd 1964-ben a Bihar School of Yogát. Az ezt követő húsz esztendőben Paramahansza Szatjánanda a világot járva a jógikus életmódot és a jóga módszereit hirdette, és több mint 80 könyvet írt. 
1987-ben létrehozta a Sivananda Math elnevezésű jótékonysági intézményt, amely a vidék fejlesztését hivatott elősegíteni. Ugyanebben az évben alapította meg a Yoga Research Foundation alapítványt, amely jógával kapcsolatos tudományos kutatásokat szervez, támogat. 1988-ban visszavonult, felvette a ksetra szannjászát, és azóta paramahansza szannjászaként él Rikhiában.

## Magyarul megjelent művei
- Jóga nidrá; Satyananda Yoga Magyarországon Alapítvány, Bp., 2013
- Ászana, pránájáma, mudrá, bandha; ford. Sannyasi Bhaktananda; 2. átdolg. kiad.; Satyananda Yoga Magyarországon Alapítvány, Bp., 2016
- Szúrja namaszkára. Az éltető nap technikája; Satyananda Yoga Magyarországon Alapítvány, Bp., 2019

## Külső hivatkozások
- A Szatjánanda-jóga Magyarországon Alapítvány honlapja.